# Peter Pawlett
Peter Ian Pawlett, né le 3 février 1991 à Kingston-upon-Hull (Angleterre), est un footballeur écossais, qui évolue au poste de milieu de terrain.

## Biographie
Lors de la saison 2013-2014, il joue 35 matchs et inscrit 5 buts en championnat, ce qui lui vaut de figurer dans l'équipe-type de Scottish Premier League.
Au début de 2013, Pawlett a gagné en notoriété lorsqu'il a baissé son pantalon lors d'une faute contre Hibernian et il a été révélé qu'il portait un slip blanc moulant.
Il dispute la Ligue Europa lors de la saison 2014-2015. Il inscrit un but lors du troisième tour préliminaire contre le club espagnol de la Real Sociedad.

## Palmarès

### En club
- Vice-champion du Championnat d'Écosse en 2016 avec Aberdeen
- Vainqueur de la Coupe de la Ligue écossaise en 2014 avec Aberdeen
- Champion de la deuxième division écossaise avec Dundee United  en 2020.

### Distinctions personnelles
- Membre de l'équipe-type de Scottish Premier League en 2014